# Banato medievale
Sfuggendo alla tradizionale classificazione dell'età di mezzo come periodo storico compreso tra il 476 e il 1492, il Medioevo nel Banato, una regione storica dell'Europa centrale oggi divisa tra Romania, Serbia e Ungheria, ebbe inizio intorno al 567, anno in cui si affermò nella regione il khanato degli Avari, e cessò nel 1526, in concomitanza della battaglia di Mohács. 
La parentesi degli Avari durò fino all'803, quando Carlo Magno assorbì parte della regione nel regno dei Franchi orientali. Nel corso del IX secolo, una serie di popoli di origini diverse si stanziò nelle zona. Secondo le Gesta Hungarorum, una cronaca la cui affidabilità è ancora dibattuta, nel 900 circa era un certo duca di nome Glad la figura posta a capo del Banato. I reperti archeologici e le fonti dimostrano che gli Ungari si stabilirono nella pianura pannonica nel X secolo, andandosi ad affiancare a comunità di etnia slava e bulgara. Un signore locale chiamato Ajtony si convertì all'ortodossia intorno al 1000, ma i suoi tentativi di controllare i flussi commerciali di sale sul fiume Mureș lo spinsero in conflitto con Stefano I d'Ungheria. Ajtony morì combattendo contro l'esercito reale nei primi decenni dell'XI secolo; il dominio del defunto fu convertito in un comitato del regno d'Ungheria. Tali entità amministrative, che vedevano come centri di riferimento le fortezze reali dislocate nel territorio magiaro, costituivano la principale unità di suddivisione interna dello Stato.
Qualche elemento legato alla cultura di Bijelo Brdo (la cultura archeologica dominante del bacino dei Carpazi tra il 950 e il 1090 circa) si può scorgere nei reperti rinvenuti nelle pianure a partire dal 975 circa. Quanto riportato alla luce nell'area si ispira allo stile artistico dell'impero bizantino, specie con riferimento agli oggetti rinvenuti lungo il Danubio e presso la catena montuosa del Banato. I riti funebri pagani scomparvero alla fine dell'XI secolo, a testimonianza della conversione ormai definitiva degli abitanti locali al cristianesimo. Gerardo, il primo vescovo di Csanád (oggi Cenad in Romania), svolse un ruolo preminente nel processo di cristianizzazione, come sembrerebbe emergere dalle opere agiografiche a lui dedicate scritte secoli dopo. Più di una decina di monasteri, compresi almeno tre edifici religiosi ortodossi, furono fondati nella regione prima della metà del XIII secolo.
La prima invasione mongola dell'Ungheria, avvenuta nel 1241-1242, portò con sé una grave scia di distruzione, causando la scomparsa di numerosi insediamenti. Dopo il ritiro dei mongoli furono costruite nuove fortezze, stavolta in pietra. I Cumani si stabilirono nelle pianure della regione intorno al 1246. Il loro tradizionale stile di vita nomade diede origine a conflitti con i loro vicini per decenni. Carlo I d'Ungheria preservò la sua residenza principale a Timișoara tra il 1315 e il 1323. La colonizzazione contribuì allo sviluppo di un sistema in cui i nobili facevano affidamento sulla manodopera dei ceti umili per la gestione dei propri possedimenti. La presenza di Valacchi (o Rumeni) sui monti del Banato viene documentata dal Trecento. L'espansione dell'impero ottomano nella penisola balcanica costrinse migliaia di bulgari e serbi ad abbandonare le loro terre d'origine e stabilirsi nel Banato. Luigi I d'Ungheria eseguì diversi tentativi di convertire i suoi sudditi ortodossi al cattolicesimo nel Banato negli anni Sessanta del Trecento. La zona divenne un'importante area di frontiera dopo la battaglia di Nicopoli nel 1396. Gli ispán (una serie di funzionari amministrativi di alto grado) del comitato di Temes avevano il compito di difendere la frontiera, circostanza che permise loro di assicurare la maggior parte dei distretti del Banato sotto il proprio dominio e di amministrare ogni fortezza reale della regione con poche difficoltà.

## Alto Medioevo

### VI secolo-IX secolo

Il Banato e i confini territoriali odierni

"Banato" è il termine con cui si designa la regione sud-orientale del bacino dei Carpazi localizzata nell'Europa centrale. L'area si trova tra i fiumi Danubio, Tibisco e Mureș e i Monti Apuseni. Il khanato avaro rappresentò la potenza dominante del bacino per gran parte dell'Alto Medioevo, nello specifico tra il 567 e l'803 circa. La maggioranza degli storici concorda sul fatto che, dopo la caduta del khanato, nel Banato vivessero i Protoslavi e i Bulgari, assieme alle poche comunità di Avari che non si erano integrate con altri popoli e forse ai Valacchi (o Rumeni). Le fonti coeve menzionano solo sporadicamente gli eventi politici nel Banato del IX secolo. Sono rari anche i reperti archeologici che possono essere certamente datati al IX secolo. L'unico cimitero che custodisce manufatti forse risalenti al IX secolo, compresi orecchini di "tipo Köttlach" con pendenti, è stato scoperto presso Deta, ma oggetti simili erano in uso fino all'inizio dell'XI secolo.
Dopo la disintegrazione del khanato avaro, l'impero carolingio e il Primo impero bulgaro tentarono di assumere il controllo del Banato. I toponimi con origini slave registrati già nel Medioevo, come ad esempio quello dei fiumi Bârzava e Vicinic, confermano la presenza di comunità che si esprimevano in idiomi appartenenti a quel ceppo linguistico. Gli Annales Regni Francorum elencavano i «Praedenecenti» tra i popoli slavi che inviarono «ambasciate e omaggi» ai carolingi nell'822. La medesima fonte identificava i Praedenecenti con gli Obodriti che «viv[eva]no nella Dacia sul Danubio come vicini dei Bulgari» in un passaggio che menziona la visita dei loro inviati ad Aquisgrana nell'824. Nelle fonti dell'Europa occidentale del IX secolo, il termine «Dacia» si riferiva all'antica provincia romana di epoca traianea piuttosto che alla Dacia di epoca aureliana, situata più a sud, il che suggerisce che i Praedenecenti si stanziarono a nord del Danubio, vicino alla sua confluenza con il Tibisco. Intorno all'850, l'elenco dei popoli collocati lungo i confini orientali dei carolingi fornito dal Geografo bavarese menziona i Merehani come i vicini più meridionali dell'impero a nord del Danubio. Secondo una delle teorie alternative sulla collocazione della Grande Moravia, confutata dalla maggior parte degli specialisti, la fonte suggerisce che l'entità politica identificata dall'imperatore bizantino Costantino VII Porfirogenito come «la non battezzata Grande Moravia» si trovava compresa nel Banato.

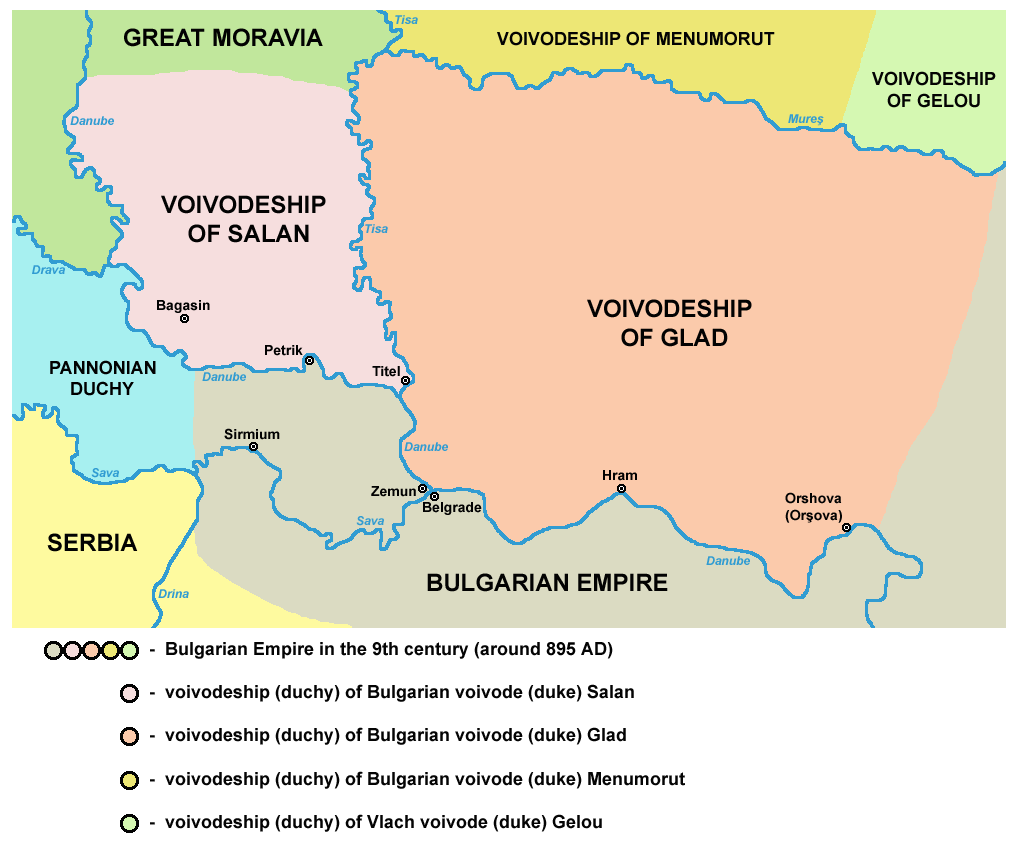
Il ducato di Glad alla fine del IX secolo e i territori confinanti. La mappa si basa parzialmente sugli elementi forniti dalle Gesta Hungarorum, una cronaca della fine del XII secolo la cui affidabilità resta oggetto di discussione

Gli storici concordano sul fatto che l'impero bulgaro si sia imposto sul Banato durante la maggior parte del IX secolo. Nessuna fonte contemporanea conferma esplicitamente questa ipotesi, ma si tratta di una deduzione compiuta sulla base di una serie di documenti che testimoniano i continui tentativi dei Bulgari di espansione a danno delle potenze limitrofe. Gli ambasciatori dei Praedenecenti «si lamentarono della feroce aggressione dei Bulgari e chiesero aiuto contro loro» durante la sopraccitata visita compiuta ad Aquisgrana nell'824. Un'iscrizione scoperta a Provadia riferisce di un capo militare arrivato dalla Tracia di nome Onegavonais che annegò nel Tibisco più o meno nello stesso arco temporale, avvalorando dunque la versione fornita dagli Annales Regni Francorum. Gli archeologi spesso attribuiscono ai Bulgari una specifica pratica funeraria documentata nel IX e X secolo (la sepoltura in bare insieme a offerte di carne), ma lo stesso rito funerario era già praticato nel khanato avaro. Queste tombe risultano presenti in maniera più numerosa nei pressi della confluenza del Mureș e del Tibisco, ma sono state rinvenute anche delle sepolture con bare e offerte di carne a Nikolinci, Mehadia e in altri luoghi delle pianure locali. Il toponimo del fiume Karaš, verosimilmente di origine turco, potrebbe essere stato adottato pure dai Bulgari, ma è possibile attribuirlo altresì ai Peceneghi o ad altri popoli turchi stabilitisi nel Banato.
La prima invasione di cui si ha notizia degli Ungari dalle steppe del Ponto verso l'Europa centrale ebbe luogo nell'861. Le manovre preliminari della conquista ungherese del bacino dei Carpazi iniziò intorno all'894. Il coevo Regino di Prüm attestò che i magiari «attaccarono le terre dei Carinzi, dei Moravi e dei Bulgari» poco dopo il loro arrivo. La prima cronaca ungherese di cui si ha conoscenza, le Gesta Hungarorum, scritta secoli dopo gli eventi, fornisce la descrizione maggiormente dettagliata della conquista magiara. L'opera riferisce di un duca di nome Glad che esercitava il potere «dal castello di Vidin», in Bulgaria, e governava il Banato al momento dell'arrivo degli ungheresi. Sempre secondo la stessa fonte, l'esercito di Glad era «supportato da Cumani, Bulgari e Valacchi». Gli storici discutono sull'autenticità o meno della figura storica in esame, con alcuni autori che lo ritengono frutto della fantasia dell'autore sconosciuto delle Gesta Hungarorum; è possibile che ciò avvenne al fine di accrescere la portata delle imprese compiute dai Magiari durante la conquista della loro nuova patria.

### IX secolo

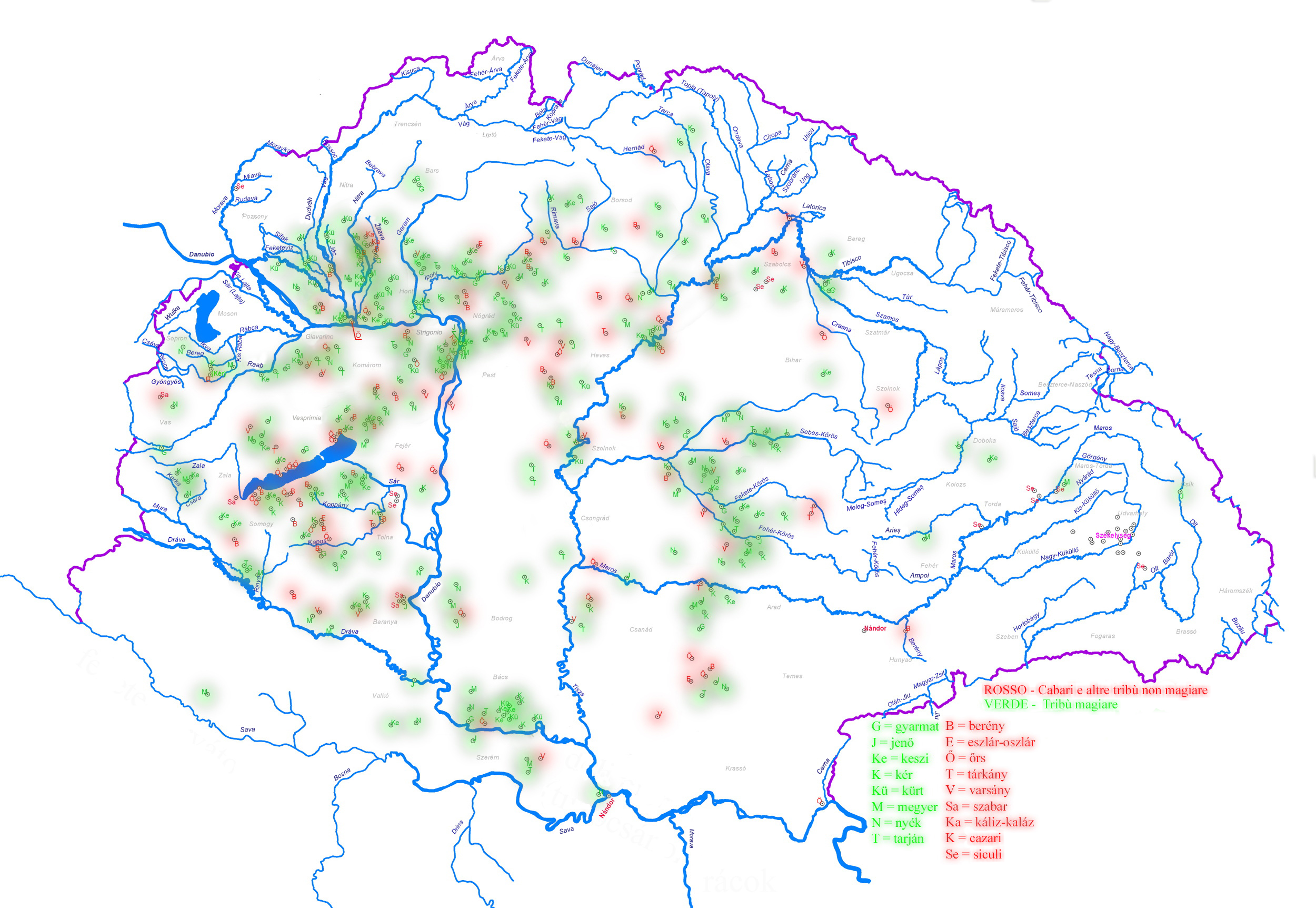
La comparsa dei nomi tribali ungheresi nei nomi degli insediamenti secondo Sándor Török (il Banato si trova nella regione sud-orientale del bacino dei Carpazi)

Una nuova sepoltura orizzontale documentata in una quarantina di luoghi nelle pianure apparve nel Banato alla fine del IX secolo. È caratterizzato da piccoli cimiteri e sepolture solitarie, a dimostrazione che le comunità vicine vivevano in piccoli gruppi. I defunti furono sepolti insieme al cranio o alle gambe dei loro cavalli e con selle, staffe o altri equipaggiamenti legati all'ippica. Allo stesso modo, sciabole, spade, archi compositi, faretre o altre armi e cinture ornate erano presenti nelle tombe dei guerrieri. Nei loculi riservati a individui di sesso femminile sono state trovate forcine per capelli, orecchini del cosiddetto tipo "Saltovo" bracciali, pendenti, ornamenti per colletto e bottoni. I primi simulacri affiliati a questo «orizzonte archeologico delle sepolture di popoli delle steppe» sono stati portati alla luce vicino alla confluenza del Tibisco e del Mureș, come ad esempio nel caso dei luoghi di scavo a Dudeștii Vechi e Teremia Mare. In nessun caso si è riusciti a trovare qualche reperto di provenienza bizantina. Dai siti che ospitano loculi degli anni 930 o di epoca successiva, gli oggetti ritrovati rappresentavano un nuovo stile emergente nel bacino dei Carpazi, compresi braccialetti decorati con teste di animali e oggetti a forma di doppio cuore, o emulavano i motivi bizantini. Gli ultimi reperti che possono essere ricondotti a questo filone archeologico risalgono all'XI secolo.
Si ha contezza di circa una dozzina di cimiteri del X secolo i quali presentano caratteristiche differenti da quelle dei popoli delle steppe asiatici. L'orientamento nord-sud della tomba di un bambino a Uivar e la deposizione di una moneta romea nella bocca del defunto implicano la presenza dei Bulgari nell'area. Il cosiddetto obolo di Caronte è stato documentato anche in luoghi di sepoltura del X secolo scoperti a Orșova e Deta. I manufatti di "tipo Köttlach" localizzati a Deta sono stati attribuiti a Slavi della Carinzia, ma altri reperti (comprese cinture ornate) possono anche indicare una comunità multiculturale che utilizzava beni importati. Dei manufatti giunti dalla penisola balcanica sono stati documentati in più di una decina di cimiteri, soprattutto nella regione meridionale. Queste tombe isolate e i cimiteri di piccola dimostrare possono lasciar intendere la presenza di un gruppo etnico distinto, o dimostrare sei contatti commerciali con la penisola balcanica. Sia la consuetudine dell'obolo di Caronte che la categoria di tombe iscrivili nell'orizzonte funerario del Danubio meridionale vengono attribuite ai Valacchi (la cui presenza in Banato è menzionata in fonti successive), ma nessuna delle due ipotesi appare universalmente accettata. Gli storici che hanno azzardato la presenza dei Valacchi nella regione già nel IX secolo, tra cui per esempio Viorel Achim e Radu Popa, sostengono che essi emigrarono in Bulgaria o cercarono di fuggire sui Monti del Banato dopo l'arrivo degli Ungari.
Intorno al 950, l'imperatore Costantino VII Porfirogenito riferisce che gli ungheresi popolavano la regione a nord delle Porte di ferro. L'autore del De administrando imperio menziona cinque fiumi, ovvero il Timiș, il «Toutis», il Mureş, il Criş e il Tibisco, che scorrevano nel territorio magiaro. Gli insediamenti medievali che hanno cambiato o ricevuto una propria designazione dopo l'arrivo delle tribù ungare confermano che le comunità ungheresi si stabilirono nelle pianure già nel X secolo. Anche i fiumi, le montagne e gli insediamenti che recavano nomi ungheresi in epoca medievale attestano la presenza di locutori magiari nella zona. Lo storico bizantino Giovanni Scilitze testimonia di un capo ungherese, Gylas, che fu battezzato nella capitale Costantinopoli nei primi anni '50. In questo frangente, un monaco greco di nome Ieroteo fu ordinato «vescovo di Turchia» (cioè d'Ungheria) per accompagnare Gylas nel suo paese natale. Secondo Scilitze, il vescovo Ieroteo «convertì molti dal barbaro errore al cristianesimo». L'opinione storiografica tradizionale sostiene che Gylas esercitasse il suo potere sulla Transilvania (a est del Banato), ma la concentrazione di monete bizantine coniate tra il 948 e il 959 alla confluenza del Tibisco e del Mureş potrebbe indicare che la roccaforte di Gylas si trovasse nel Banato. L'unica croce pettorale del X secolo della regione, di piccola dimensione e realizzata in rame, è stata portata alla luce a Deta.

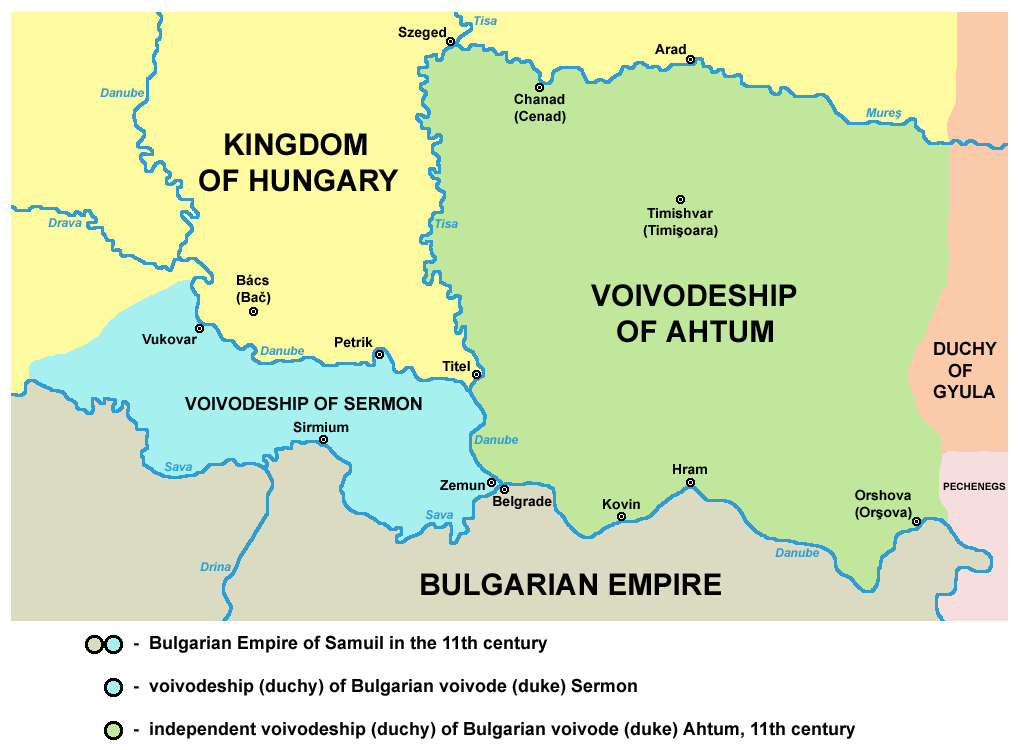
Il regno di Ajtony, spesso riportato come «voivodato» nella storiografia rumena)

Una nuova corrente culturale, la cosiddetta cultura di Bijelo Brdo, comincio a emergere nel bacino dei Carpazi a metà del X secolo. Gli anelli di chiusura con estremità a forma di S erano i suoi oggetti caratteristici, ma sono sopravvissuti anche oggetti tipici dell'"orizzonte della steppa" e le tombe hanno anche restituito manufatti realizzati secondo canoni bizantini. Nei grandi cimiteri di Bijelo Brdo, le sepolture dei guerrieri (uomini seppelliti con sciabole o spade) erano circondate da centinaia di loculi privi di armi.
Secondo un editto emesso dall'imperatore bizantino Basilio II Bulgaroctono nel 1019, il vescovato ortodosso di Braničevo aveva vantato una parrocchia a «Dibiskos» durante il regno di Samuele di Bulgaria, spentosi nel 1014. Basilio II confermò la giurisdizione del vescovo di Braničevo nella stessa parrocchia. Pare che Dibiskos si trovasse nei pressi del Timiș (conosciuto come Tibiscus nell'antichità), circostanza la quale lascia intuire che una parrocchia ortodossa esistesse nel Banato nei primi decenni dell'XI secolo. Lo storico Alexandru Madgearu ha inoltre associato sei chiese dell'XI e XII secolo scavate vicino al Mureș (a Cenad, Pâncota, Săvârșin, Miniș, Mocrea e Szőreg) alla comunità religiosa ortodossa.
La Legenda maior S. Gerardi, una compilazione di fonti precedenti dell'inizio del XIV secolo, scrive di un potente capo, Ajtony, che esercitava il potere dall'«urbs Morisena», collocata sulle rive del Mureş intorno al 1000. L'etnia di Ajtony è oggetto di dibattiti tra gli storici: si ipotizza che fosse di origini magiare, cabare, peceneghe o bulgare. Le Gesta Hungarorum descrivono Ajtony come discendente di Glad, informazione che secondo la storiografia rumena testimonierebbe il suo essere l'ultimo membro di una «dinastia autoctona». Ajtony fu battezzato a Vidin e fondò un monastero poi occupato da monaci greci nella sua città di riferimento. Stando alla Legenda maior S. Gerardi, egli possedeva innumerevoli bovini e cavalli e voleva imporre una tassa sul sale consegnato dalla Transilvania a Stefano I, il primo re d'Ungheria. Il sovrano spedì Csanád, un tempo comandante al servizio di Ajtony prima che fosse falsamente accusato di tradimento, alla guida dell'esercito magiaro inviato contro Ajtony. Csanád sconfisse e uccise Ajtony in una battaglia avvenuta in una data sconosciuta agli storici (intorno al 1003 o intorno al 1030).

## Basso Medioevo

### Prima dell'invasione mongola (1003 circa o 1030-1241)

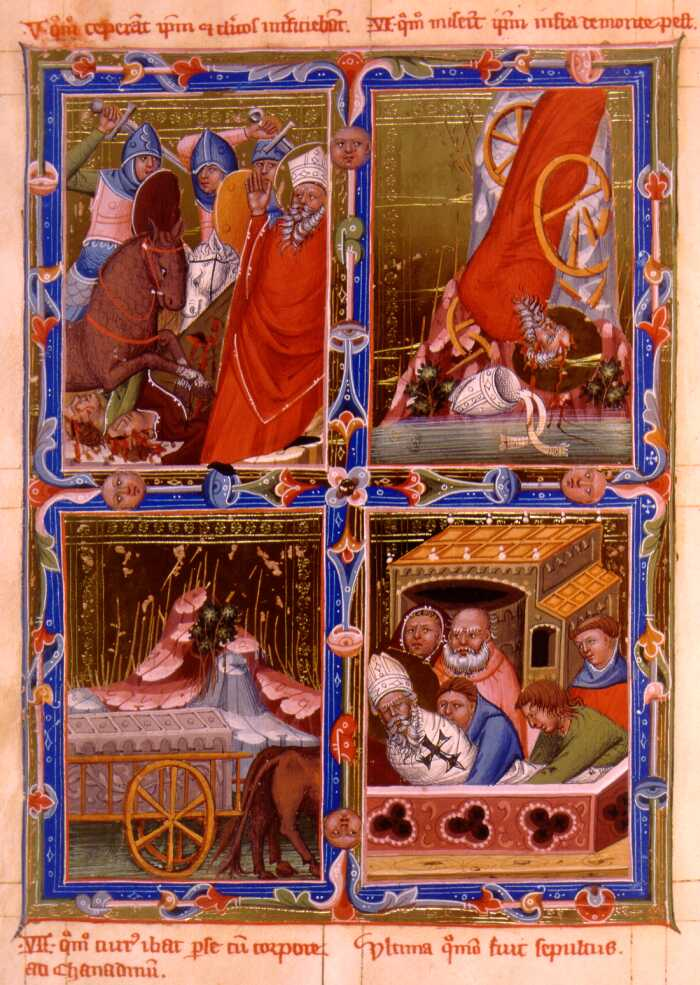
Martirio e funerale del vescovo Gerardo di Csanád. Miniatura tratta dal Leggendario angioino

La Legenda maior S. Gerardi afferma che Stefano I d'Ungheria nominò Csanád come ispán (un funzionario di alto grado) o capo di uno nuovo comitato costituito appositamente nei confini del regno di Ajtony. I comitati erano unità amministrative organizzate attorno a determinati roccaforti, inizialmente tutte possedute dai monarchi. Secondo una teoria accademica che gode di ampio consenso, il comitato di Csanád inglobava l'intero Banato al momento della sua istituzione. L'unità amministrativa viene menzionato per la prima volta in uno statuto reale nel 1165.
Stefano I concesse grandi latifondi al suo comandante Csanád che erano dislocati nei precedenti territori sottratti ad Ajtony. L'ex roccaforte di Ajtony, che fu ribattezzata in onore di Csanád, divenne sede di un vescovado di rito latino. Un monaco benedettino di Venezia, Gerardo, fu ordinato vescovo di Csanád nel 1030, come syggeriscono gli Annales Posonienses. I monaci greci stabilitisi in zona quando Ajtony era in vita furono trasferiti in un monastero che Csanád fondò per loro a Banatsko Aranđelovo, nell'odierno comune di Novi Kneževac; la loro vecchia struttura fu concessa ai monaci benedettini.
Le leggende relative al vescovo Gerardo affermano che la cristianizzazione del Banato avvenne in modo pacifico. Molte persone visitarono Gerardo, portando con sé cavalli, bovini, pecore, tappeti, anelli d'oro e collane (i beni più preziosi di una società nomade) da donare al santo vescovo e ricevere in cambio il battesimo. Tuttavia, la sepoltura dei guerrieri assieme ai loro cavalli, allo stesso modo di altre usanze pagane, sopravvissero per decenni. Il vescovo Gerardo menzionò i suoi conflitti con gli eretici nel suo Deliberatio supra hymnum trium puerorum. Il veneziano fu assassinato a Buda durante una grande sommossa, la rivolta pagana di Vata, avvenuta nel 1046.
I primi cimiteri della seconda fase della cultura Bijelo Brdo custodiscono monete coniate durante il regno di Stefano I. In seguito solo le monete coniate per i monarchi ungheresi furono depositate nelle tombe dell'XI secolo. Il numero crescente di sepolture che presentano all'interno monete coincide con la graduale scomparsa di oggetti raffiguranti l'orizzonte della sepoltura della steppa. Alcuni cimiteri legati alla cultura di Bijelo Brdo (Taraš, Kikinda e Banatsko Arandjelovo in Serbia, Cenad in Romania) non custodiscono prodotti legati a lasciti legati alle antiche usanze della steppa; al contrario, spesso si rintracciano reperti che emulavamo lo stile bizantino. Intorno al 1100, un nuovo orizzonte di sepoltura fece la sua comparsa sui Monti del Banato, come nel caso di Cuptoare, Svinița e Caransebeș, e lungo il Danubio, nello specifico a Banatska Palanka e Vojlovica. Le tombe sono disposte in fila e annoverano al proprio interno manufatti importati dall'impero romeo o ispirati a quello stile. Negli stessi cimiteri sono stati trovati anche anelli con delle estremità a forma di S e altri reperti legati al Bijelo Brdo. I defunti vennero sepolti con le braccia conserte, senza che vi fossero armi o offerte di cibo. Questo «secondo orizzonte del Danubio meridionale» può rappresentare lo sviluppo di una nuova moda (influenzata dallo stile bizantino coevo) o l'arrivo di una nuova popolazione.
La ricerca archeologica prova che i contadini dell'XI e XII secolo vivevano in capanne parzialmente scavate nel terreno. Una struttura rettangolare con angoli arrotondati, datata alla fine dell'XI o all'inizio del XII secolo, è stata scavata a Ilidia. Dalla dimensione di 6x4 m, il suo ingresso era un piccolo corridoio sul lato nord-orientale. Abitazioni simili del XII e XIII secolo sono state portate alla luce a Gornea e Moldova Veche. La maggior parte delle capanne semi-incassate aveva semplici caminetti aperti al centro o vicino al muro, ma in alcuni edifici sono stati scoperti anche dei forni. Gli abitanti del luogo utilizzavano vasi a ruota, soprattutto giare, che venivano decorati con semplici incisioni e impronte. Le agiografie del vescovo Gerardo si riferivano all'uso di macine in pietra tra le famiglie all'inizio dell'XI secolo. I resti di una fucina risalenti al XII secolo è stato trovato a Gornea.
L'impero bizantino e l'Ungheria intrapresero una serie di brutali guerre tra il 1127 e il 1167. L'imperatore Giovanni II Comneno respinse le prime avvisaglie e sbaragliò un'armata magiara nella battaglia di Haram (l'attuale Banatska Palanka) sul Danubio nel 1128. In seguito espugnò e saccheggiò la vicina fortezza Un nuovo esercito bizantino fece irruzione in Ungheria e ad Haram nel 1162.
Dopo la disintegrazione dell'impero bizantino all'inizio del XIII secolo, lo stile romeo passò di moda in Banato: sia i complessi funerari del secondo orizzonte del Danubio meridionale sia le monete coniate a Costantinopoli scomparvero. Allo stesso modo, gli elementi degli insiemi funerari di Bijelo Brdo non si rintracciano dopo il 1200 circa. Le sepolture del periodo «tardo-arpadiano orizzonte delle sepolture» non vedevano né armi né offerte di cibo. Al loro posto si rintracciano cinture ornate, anelli per le dita decorati con gigli o doppie croci, divenuti importanti simboli di status sociale sia nelle pianure che sulle montagne. Molti cimiteri del XIII secolo, tra cui nello specifico quelli di Tiszasziget, Timișoara, Vršac e Reșița, cominciarono a fare la propria comparsa in località prima non antropizzate.

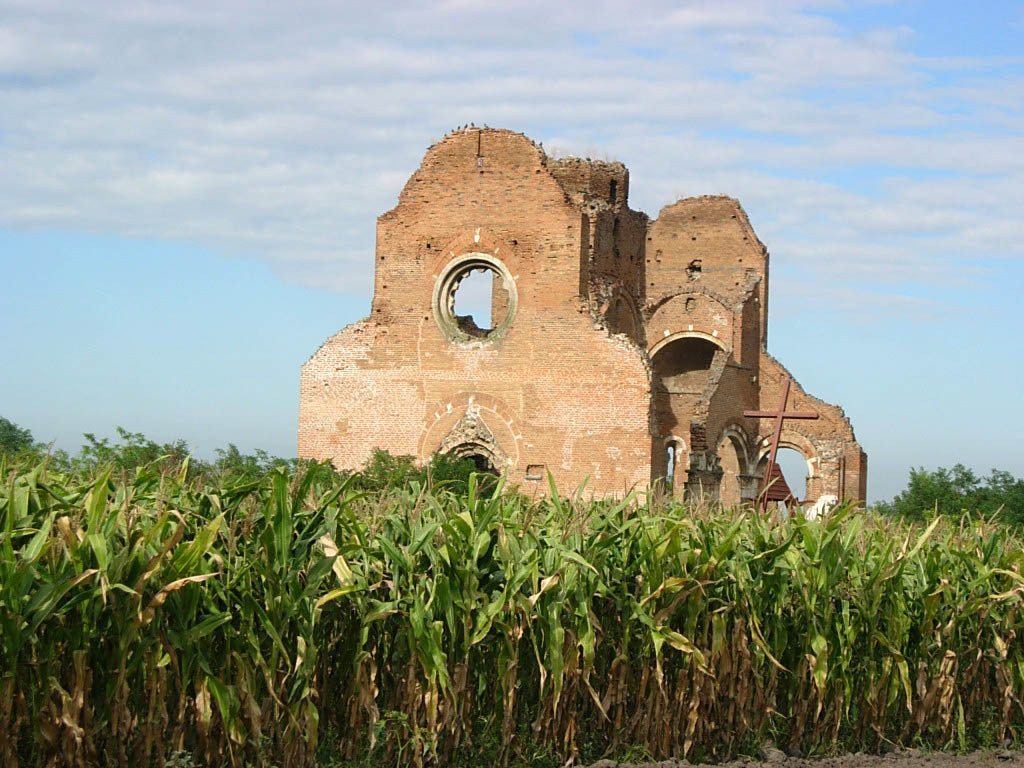
Rovine del monastero benedettino ad Arač (odierna Novi Bečej, in Serbia)

Al contempo, nuove unità amministrative fanno capolino nelle fonti storiche: il comitato di Temes fu menzionato per la prima volta nel 1172, quello di Krassó nel 1200, quello Keve nel 1201 o nel 1238 e quello di Arad nel 1214. Il territorio tra il fiume Cerna, un affluente di sinistra del Danubio, e i monti Almăj andò incorporato nel neonato Banato di Severin, una provincia di confine del regno d'Ungheria, negli anni 1230. I forti di Cenad e Haram furono ricostruiti all'inizio del XIII secolo. È noto che Margherita, sorella di Andrea II d'Ungheria e vedova dell'imperatore bizantino Isacco II Angelo, amministrava le costruzioni difensive di Ilidia e Kovin nel 1223. Le ricerche archeologiche hanno dimostrato che un tempo esisteva una fortezza su una collina a Ilidia. Lo storico Dumitru Țeicu afferma che il forte di Ilidia costituisce una prova del processo di assimilazione dell'autorità ungherese sui Valacchi all'inizio del XIII secolo, con lo statuto reale del secolo successivo che infatti si riferisce a comunità della medesima etnia stanziate nella regione di Ilidia.
L'esistenza di nuovi monasteri è documentata dall'inizio del XIII secolo. I benedettini possedevano abbazie a Arač, Bulci, Chelmac, Frumușeni e Şemlacu Mare; i cistercensi avevano un proprio monastero a Igriș; i canonici regolari stabilirono una propria sede a Gătaia; infine, dei monaci di un ordine ignoto si collocarono a Bodrogu Vechi, Bodrogu Nou e Pordeanu. Esistevano inoltre due monasteri ortodossi rispettivamente attivi a Kusić e Partoş.
La prima menzione di gruppi peceneghi nella zona risale al 1230. In quell'anno Béla, il figlio del re Andrea II d'Ungheria, rivendicò il villaggio dei peceneghi, situato vicino a Igriș, che suo padre aveva concesso all'ispán Nicola Csák. I peceneghi si erano ovviamente stabiliti in loco molto prima, ma le circostanze relative al loro arrivo rimangono sconosciute. Pecinișca, la valle Peceneaga (Bistra Mărului) e ulteriori toponimi simili indicano che i gruppi dell'etnia in esame erano presenti anche in altri luoghi. Béla IV d'Ungheria concesse ai Cumani, che i Mongoli avevano sconfitto nelle steppe pontiche, di stabilirsi nelle pianure dell'Ungheria nel 1237. Tuttavia, presto insorsero dei contrasti tra i nomadi e gli stanziali, con gli abitanti del posto che accusarono i nuovi arrivati di cooperare con gli invasori asiatici. Dopo che il capo supremo dei Cumani, Köten, fu assassinato nei pressi di Pest nel 1241, essi lasciarono l'Ungheria e si stabilirono in Bulgaria.

### Invasione mongola e sue conseguenze (1241-1316)

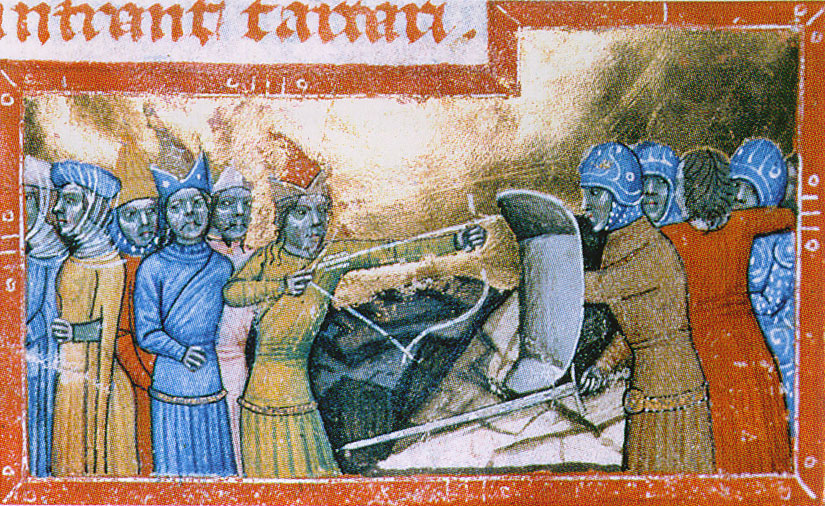
L'invasione mongola dell'Ungheria del 1241-1242. Miniatura tratta dalla Chronica Picta

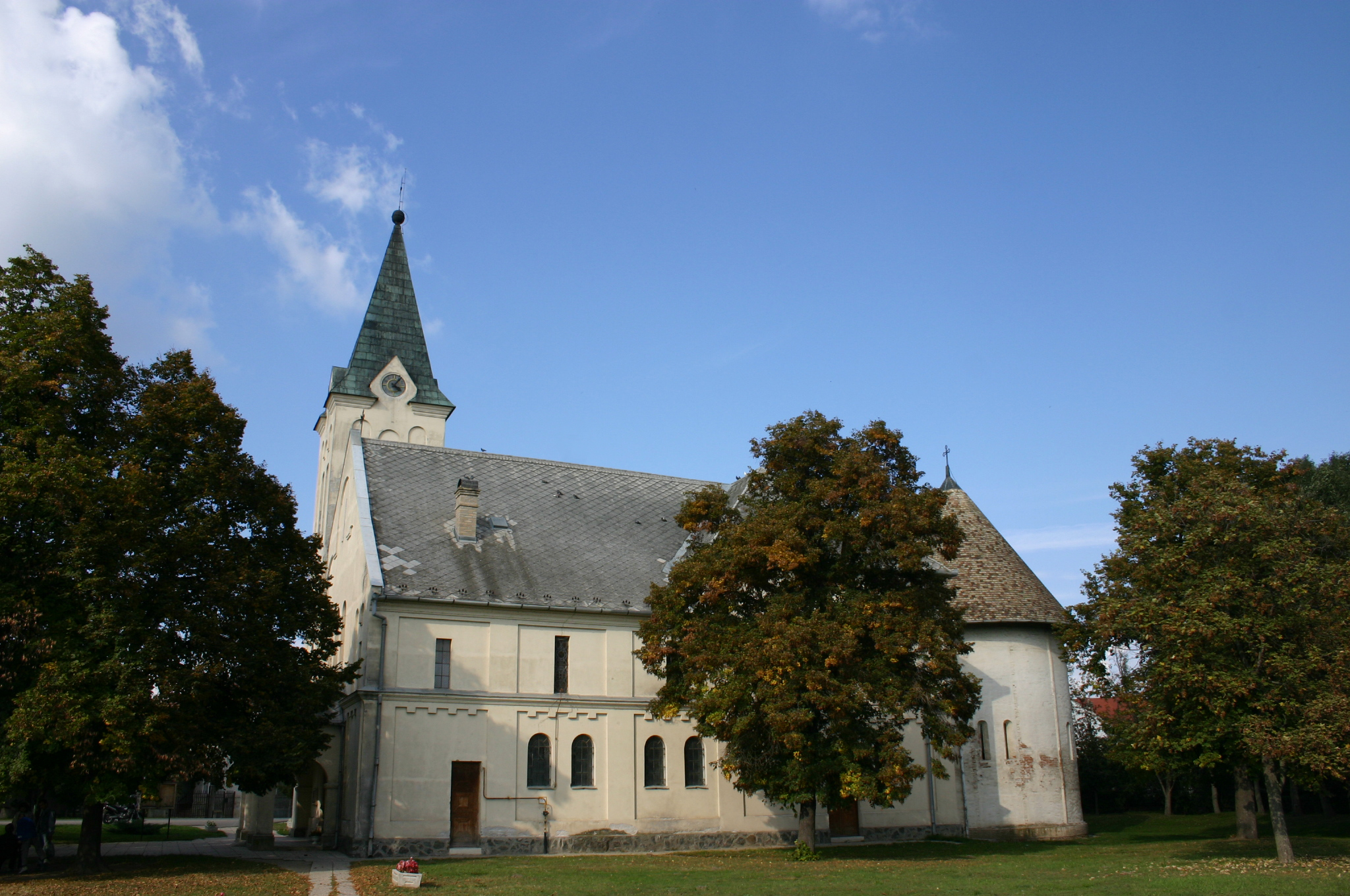
Chiesa con una rotonda della fine del XIII secolo a Kiszombor, in Ungheria

I Mongoli eseguirono una grande campagna di aggressione in Ungheria nel marzo 1241. Ruggero di Puglia, un sacerdote attivo a Napoli, fornì una descrizione ben dettagliata della loro invasione. Egli fuggì da Oradea a Cenad, ma nel frattempo un esercito mongolo si impadronì della città e la distrusse. Gli aggressori catturarono anche l'Abbazia di Igriș e saccheggiarono il territorio vicino. I mongoli si ritirarono dall'Ungheria soltanto nel marzo del 1242, dopo aver imperversato in numerosi territori per svariati mesi.
Secondo lo storico György Györffy, circa il 50-80% degli insediamenti nelle pianure del Banato fu abbandonato durante l'invasione mongola. Il riferimento è tratto da un atto reale del 1232 che elencava 19-20 insediamenti nella zona, di cui soltanto quattro figurano nei documenti successivi all'invasione mongola. Anche la ricerca archeologica lascia intuire che molti cimiteri cessarono di esistere nella metà del XIII secolo, sebbene risulti documentata l'apertura di nuovi luoghi di sepoltura in altri centri durante lo stesso periodo. La maggior parte delle fortezze reali, in origine costruita in terra e legno, cadde in disuso e finì soppiantata da strutture in pietra. Érdsomlyó, collocato vicino a Vršac, fu menzionato per la prima volta nel 1255, mentre Caransebeș nel 1290. Orșova e Timișoara riuscirono a svilupparsi nel tempo e a trasformarsi in importanti centri commerciali. I commercianti della Repubblica di Genova che consegnavano le loro merci dal Mar Nero fino a Buda solevano fare la spola tra i due insediamenti, come riferisce un documento reale del 1279.
Béla IV persuase molti Cumani a tornare nel suo regno nel 1246, con il risultato che essi si stabilirono nei domini reali nella grande pianura ungherese. I Cumani godevano di uno status autonomo, ma erano tenuti a rispettare i diritti di proprietà della nobiltà magiara e della Chiesa. Per la precisione, due tribù cumane si stabilirono nel Banato, ovvero i Borchol e i Koor. A Tomaševac e a Botoš sono state scavate tombe contenenti torce e altri reperti risalenti al XIII secolo e provenienti dalle steppe pontiche. I toponimi risalenti al Trecento, come ad esempio, Kunfalva ("villaggio dei Cumani" in ungherese) nella contea di Csanád, e il fiume Buhui, evidenziano la presenza dei gruppi etnici in esame o di altre tribù di lingua turca. I Cumani si convertirono al cristianesimo, ma l'accettazione della nuova fede fu decisamente poco sentita per quasi un secolo.
Béla IV divise il regno con suo figlio ed erede, Stefano V, nel 1262. Quest'ultimo, che adottò i titoli di «re più giovane» e «signore dei Cumani», ricevette le terre a est del Danubio. Il regno tornò a riunificarsi quando Béla IV morì nel 1270. L'Ungheria precipitò nell'anarchia durante il regno del figlio di Stefano V, Ladislao IV, che subentrò a suo padre all'età di dieci anni nel 1272; Ladislao fu dichiarato maggiorenne nel 1277. Un legato pontificio, Filippo III, vescovo di Fermo, lo persuase a stringere una promessa finalizzata a costringere i Cumani ad abbandonare le loro tradizioni pagane e ad adottare uno stile di vita stabile. I Cumani insorsero nel 1280 e, constatata la situazione, decisero di abbandonare l'Ungheria. Sebbene l'esercito reale li sconfisse nel 1280 o 1282 vicino al lago di Hód, nei pressi di Hódmezővásárhely e a est del Tibisco, la tribù Borchol della contea di Temes e una vicina dal nome ignoto riuscirono a fuggire dal regno.
La maggior parte degli aristocratici e dei prelati si rifiutò di obbedire al monarca alla fine degli anni 1280. Sebbene il successore di Ladislao, Andrea III, fu riconosciuto come legittimo sovrano nel 1290, i magnati più potenti detti oligarchi governarono i loro vasti domini in maniera indipendente rispetto all'autorità centrale. Dopo la morte di Andrea III nel 1301, nessun pretendente al trono riuscì a stabilizzare le proprie posizioni per anni. Approfittando dell'anarchia, Ladislao Kán, voivoda di Transilvania, ampliò la sua autorità all'inizio del Trecento conquistando i domini dell'arcivescovo di Kalocsa nel comitato di Krassó. Un membro del clan di Csanád, Teodoro Vejtehi, strinse un'alleanza con Michele Asen III di Bulgaria e si assicurò il controllo del territorio tra il Timiș e il Basso Danubio. Carlo I d'Ungheria, che era stato incoronato re nel 1310, conquistò Vejtehi intorno al 1315, ma i figli di quest'ultimo furono costretti a rinunciare alla loro fortezza a Mehadia a più di sei anni di distanza.

### Parentesi angioina (1316-1395)
Carlo I trasferì la sua corte a Timișoara all'inizio del 1315 e la fortificò. I progetti di costruzione dimostrano che, nel 1323, si pensava di dare vita a una nuova residenza reale nella città, ma ciò non avvenne perché si preferì non accrescere la rilevanza di una località abbastanza distante dal cuore dell'Ungheria. Durante il regno di Carlo I furono costruite nuove fortezze in pietra (si pensi a Jdioara, Şemlacu Mare e Orșova); si ritiene che ciò fosse correlato ai conflitti del sovrano in corso con Basarab I di Valacchia. Con riferimento alle compagnie religiose, i frati francescani si stabilirono a Lipova, Orșova e in altri luoghi, i domenicani a Timișoara e i paolini a Gătaia prima della metà del XIV secolo. I francescani promossero una versione semplificata dell'architettura gotica diffusa nel resto del continente. I pilastri scavati a Berzovia suggeriscono che una chiesa gotica fu costruita nel villaggio intorno al 1350.
Le tecniche agricole del Trecento sono note tramite le fonti: i lotti di aratura concimati vengono menzionati per la prima volta nel 1323. Le testimonianze archeologiche dei ferri dei cavalli possono essere ricondotte allo stesso secolo. I frequenti riferimenti a conflitti legati allo spettacolo di cavalli e buoi avvalorano l'importanza degli animali da tiro nell'economia locale. Secondo le testimonianze archeologiche scoperte a Remetea, il maiale era la carne principale nella dieta dei contadini. Numerosi abitanti del Banato medievale si davano sia alla pesca sia alla caccia di specie animali quali cinghiali, cervi, uri, castori, martore e tassi; i nobili locali praticavano la falconeria.

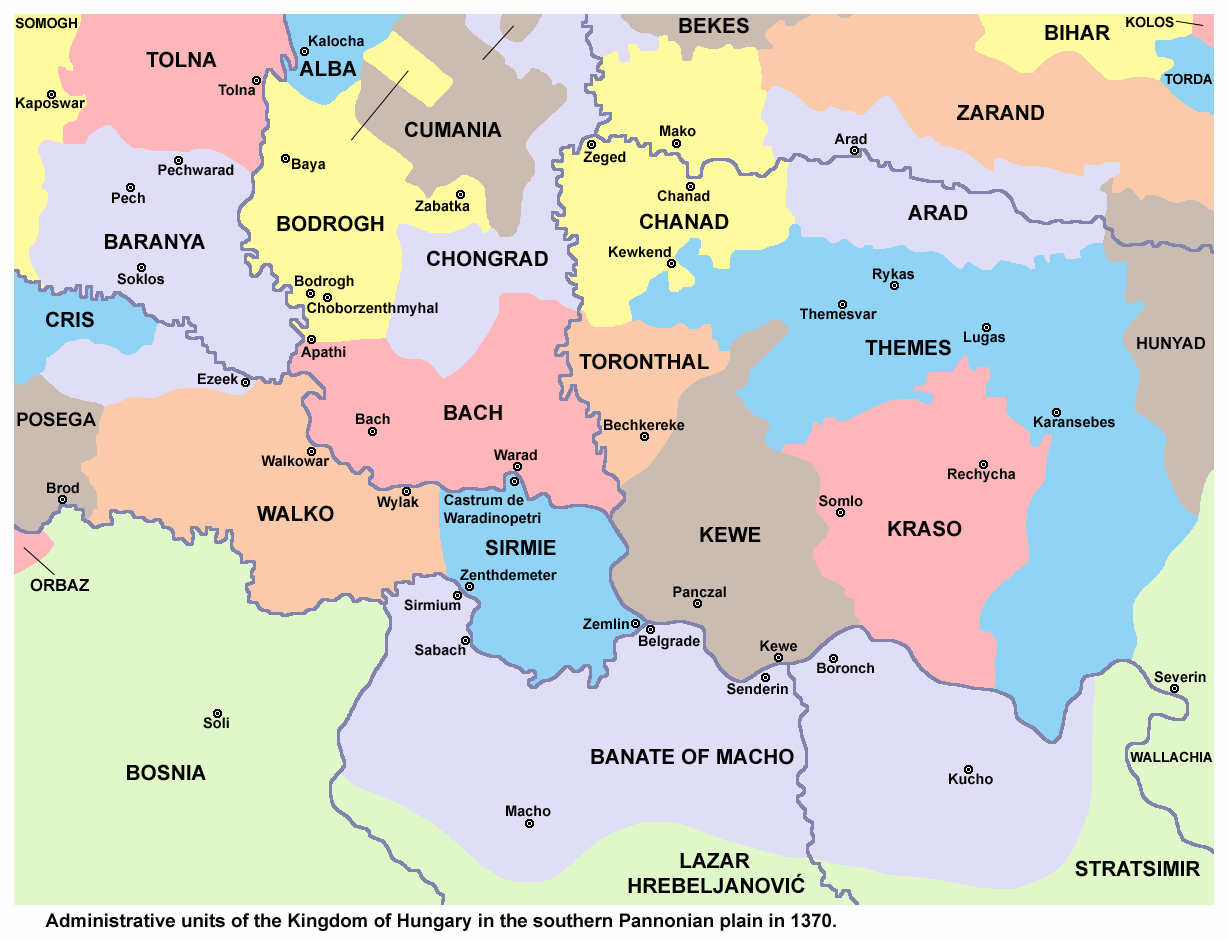
I comitati nel Banato e nei territori limitrofi intorno al 1370

Dei vigneti esistevano a Ciortea, Banatska Subotica e Recaș, mentre dei mulini ad acqua funzionavano lungo i fiumi Nera, Caraș, Bârzava e Pogăniș. I mulini conferivano entrate significative ai nobili, in quanto i contadini vi macinavano il grano. La famiglia degli Himffy guadagnava un reddito annuo di 5,5 fiorini dai mulini nel loro feudo situato a Remetea. Nel 1372, Luigi I statuì che i contadini lungo il Timiș dovessero operare presso i mulini reali. Le miniere di ferro nei Monti Dognecea erano di proprietà dei monarchi. Delle fiere regionali si tenevano a «Bodugazonfalwa» (vicino a Cenad), Semlac, Veliko Središte e altri villaggi menzionati nelle carte reali del XIV secolo. Timișoara e Lipova si affermarono nel Basso Medioevo come le città più prospere del Banato.
I nobili locali solevano invitare dei «coloni ospiti» nei loro possedimenti concedendogli l'esenzione fiscale per tre anni e il diritto alla libera circolazione. L'ispán cumano Kondam concentrò i contadini a Beba Veche e a «Halazmortva» (vicino a Senta, in Serbia) nel 1321, mentre i Telegdi sollecitarono i «coloni ospiti» a stanziarsi nei loro cinque villaggi nel 1337. Anche personaggi illustri si trasferirono nel Banato durante il XIV secolo. Ladislao Jánki, arcivescovo di Kalocsa, condusse negoziati con un voivoda di nome Bogdan, figlio di Mikola, per conto di re Carlo, sul transito del nobile e del suo seguito «attraverso il suo paese» (Serbia o Valacchia) in Ungheria tra l'autunno del 1334 e l'estate del 1335. Il figlio di Carlo I, Luigi I d'Ungheria, concesse più di dieci villaggi vicino al fiume Curașița ai sei figli di un signore valacco, che avevano «lasciato ogni proprietà e bene» nella loro patria dopo un conflitto tra il re magiaro e Nicola Alessandro di Valacchia.
I documenti reali del XIV secolo attestano che i Valacchi erano, come in passato, ancora presenti nel Banato. Il primo toponimo registrato di origine rumena, Caprewar da Căprioara, compare in un elenco dei feudi in mano ai Telegdi nella contea di Arad nel 1337. Entro la fine del secolo, si menziona una dozzina di distretti a maggioranza valacca nel Banato. I capi locali dei Valacchi, i quali godevano del titolo di knjaz o voivodi, furono menzionati intorno al 1350. Le proprie roccaforti e le chiese ortodosse costruite nel Trecento risultano non solo documentate, ma anche in alcuni casi portate alla luce dagli archeologi. A Reșița fu eretta su una collina una torre idonea ad essere abitata, mentre a Berzovia fu costruito un maniero in legno su una collina vicina al fiume Bârzava nella seconda metà del secolo. Le fonti scritte non rivelano quale vescovato ortodosso avesse giurisdizione sulle parrocchie ortodosse nel Banato.
I Valacchi ortodossi erano esentati dal pagamento della decima, imposta invece dovuta da tutti i contadini cattolici alla Chiesa. Nel 1328, papa Giovanni XXII affermò che il pagamento obbligatorio delle decime costituiva uno dei principali ostacoli alla conversione degli acattolici (compresi Cumani e Valacchi) in Ungheria. I Valacchi pagavano una tassa speciale in natura, la quinquagesima (o "cinquantesima") dalle loro pecore, il che dimostra che gli allevamenti di ovini costituivano la principale attività economica del gruppo etnico in esame.
I conflitti scoppiati con gli knjaz valacchi risultarono una consuetudine ben descritta anche negli archivi reali. Nel 1333, il servo del nobile Paul Magyar e lo knjaz Bratan invasero congiuntamente i possedimenti degli Himffy a Remetea-Poganici; nel 1357, tre knjaz valacchi citarono in giudizio il nobile Giovanni Besenyő per via di due feudi collocati sul corso superiore del Karaš nel 1357, affermando che Carlo I d'Ungheria glieli aveva assegnati personalmente; nel 1364, il nobile Andrea Torma accusò lo knjaz Demetrio di Comyan di aver devastato la sua fortezza a «Zlawotynch», vicino all'attuale Gătaia. Secondo lo storico Ion-Aurel Pop, questi atti di violenza dimostrano il tentativo degli aristocratici valacchi di proteggere i loro antichi diritti di proprietà contro la nobiltà magiara. Lo storico István Petrovics scrive che lo stile di vita pastorale dei Valacchi, che erano nuovi arrivati nel Banato, generò dei conflitti con i vicini più stanziali.
Luigi I d'Ungheria, il quale eseguì diversi tentativi volti a espandere la sua autorità sulla Valacchia e sulla Bulgaria, considerava la regione meridionale del Banato un'area strategica dal punto di vista militare. Egli confermò i privilegi dei peceneghi che vivevano nella contea di Csanád, affermando che avevano «il dovere di prestare le armi secondo le antiche usanze»: ciò vuol dire che avevano ancora l'obbligo di arruolarsi per conto del regno magiaro. Dopo la conquista di Vidin in Bulgaria nel 1365, Luigi I decise di convertire la popolazione ortodossa locale al cattolicesimo. Anche il suo cronista, Giovanni di Küküllő, testimonia come Luigi I impose ai nobili e ai cittadini delle contee di Keve e Krassó di radunare i «sacerdoti slavi locali insieme ai loro figli, mogli e a tutto i propri possedimenti» allo scopo di battezzarli nuovamente secondo il rito cattolico. Secondo un atto reale emessa nel 1428, Luigi I decretò inoltre che solo e soltanto i nobili cattolici fossero autorizzati a possedere delle proprietà terriere nella regione di Caransebeș.

### Minaccia ottomana (1395-1526)

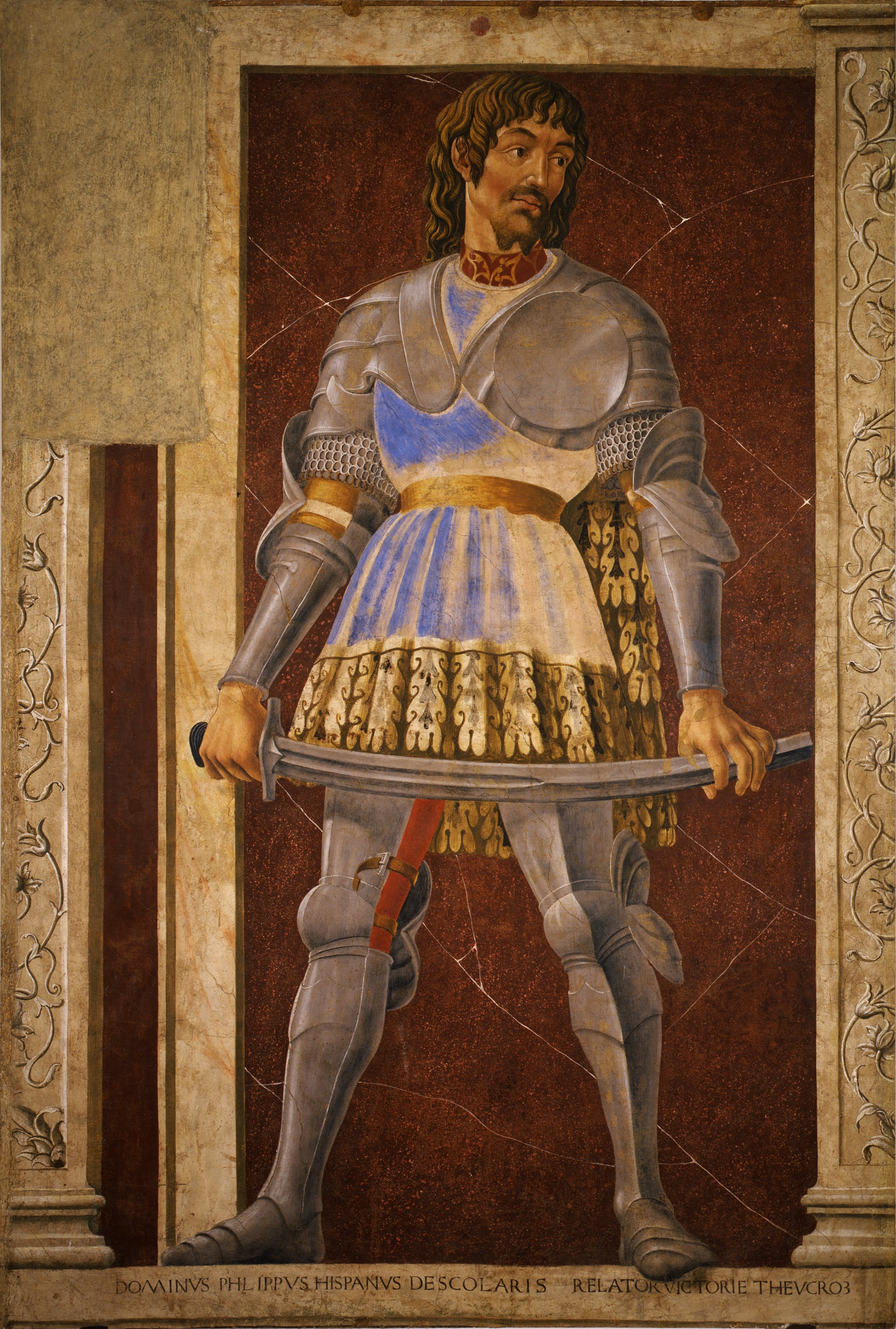
Filippo Scolari, ispán del comitato di Temes e di altri sei all'inizio del XV secolo (affresco di Andrea del Castagno)

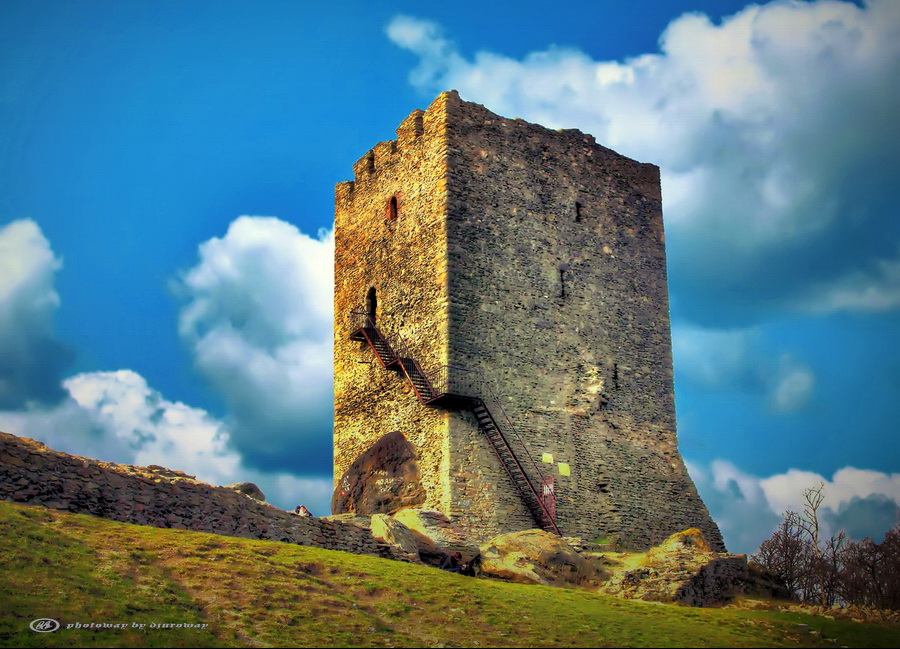
Torre del XV secolo a Vršac, in Serbia

Il sultano ottomano Bayezid I riportò una sontuosa vittoria contro l'esercito congiunto formato da soldati giunti dall'Ungheria, dalla Valacchia e crociati dell'Europa occidentale nella Battaglia di Nicopoli il 25 settembre 1396. Poco dopo, migliaia di profughi giunsero dalla Bulgaria nel Banato e si stabilirono nella regione di Lipova. Sigismondo di Lussemburgo, il quale era stato re d'Ungheria dal 1387, tenne una Dieta a Timișoara nell'ottobre 1397 allo scopo di aumentare le difese magiare contro il crescente pericolo rappresentato dall'impero ottomano. Un decreto adottato alla Dieta prescriveva che ogni nobile dovesse equipaggiare un arciere per ogni contadino stanziato nei propri possedimenti.
Sigismondo nominò come ispán l'italiano Filippo Scolari nel comitato Temes e di altre sei unità amministrative nel sud-est dell'Ungheria nel 1404. Gli ispán di Temes detenevano ancora i castelli reali e i domini ad essi annessi nel loro comitato. Scolari ricostruì e rafforzò le fortezze ed eresse quattordici nuovi forti lungo il Danubio. Sigismondo concesse nel 1411 grandi latifondi (tra cui Bečkerek e Vršac in Banat) a Stefano III Lazaro, despota di Serbia, finalizzati a rafforzare la sua lealtà. La morte di Scolari nel 1426 pose fine all'amministrazione unita dei sette comitati meridionali. Anche Lazarevic si spense nel 1427 e i suoi domini in Ungheria passarono in mano a Đurađ Branković, nuovo despota della Serbia.
Documenti ottomani del 1570 menzionano sette monasteri ortodossi nella regione montuosa del Banato. L'esistenza di quattro di essi, situati a Kusić e Baziaș, e presso i fiumi Mraconia e Sirinia, è confermata anche dalle prove archeologiche. La semplice pianta triclonale delle chiese (apparsa in Serbia nel XIV secolo e diffusa anche in Valacchia) dimostra che furono erette intorno al 1400.
Sigismondo concesse tutti i possedimenti reali nel Banato e nel Banato di Severin ai Cavalieri teutonici nel 1429. L'ordine cavalleresco stimò le spese della difesa in circa 315.000 fiorini d'oro all'anno. Per far fronte ai costi, si concessero importanti fonti di reddito, comprese le entrate reali di due zecche della Transilvania, gli introiti derivanti dalle tasse pagate dagli Jász (un popolo di origine iranica), da quelle dei Cumani per due anni e il «quinto» riscosso sui Valacchi per tre anni. Tuttavia, gli Ottomani sconfissero sonoramente i Teutonici nel 1432 e li costrinsero ad abbandonare il Banato.
Giovanni Hunyadi e Nicola Újlaki, che erano anche voivodi in Transilvania e conti dei Siculi, furono nominati congiuntamente ispán dei comitati di Temes, Arad, Csanád, Keve e Krassó nel 1441, congiungendo così ancora una volta l'amministrazione della maggior parte del Banato. Hunyadi elevò al rango aristocratico almeno cinque knjaz valacchi nel comitato di Temes dopo che la Dieta d'Ungheria lo nominò governatore del regno nel 1446. Il nuovo status degli knjaz locali non influenzò la posizione dei cittadini valacchi che vivevano in quei feudi, avendo infatti conservato le proprie libertà, incluso il diritto di essere giudicati da giurati eletti. Ladislao V d'Ungheria ipotecò la carica di ispán di Temes, così come tutte le fortezze reali e i domini ad esso annessi, a Hunyadi nel 1455.
L'amministrazione della frontiera meridionale subì una nuova riforma durante il regno del figlio di Hunyadi, Mattia Corvino. Inoltre, concesse il nuovo titolo di «capitano generale delle regioni meridionali» all'ispán della contea di Temes, incaricandolo della difesa di tutti i castelli reali al confine da Belgrado a Turnu Severin nel 1479. Anche il nuovo funzionario fu autorizzato a riscuotere tutte le tasse reali nelle contee meridionali. Pál Kinizsi, ispán di Temes, e il voivoda di Transilvania, Stefano Báthory, combinarono le proprie forze nella speranza di espellere i razziatori ottomani dalla Transilvania nel 1479.
Essendo esposta alle incursioni dell'impero osmanico, la struttura insediativa del Banato subì cambiamenti significativi dall'inizio del Quattrocento. I domini degli Cseri nella contea di Temes comprendevano più di settanta insediamenti abitati da contadini ungheresi o valacchi all'inizio del XV secolo, ma più di cinque settimi erano stati abbandonati nel primo decennio del XVI secolo. Dei 168 insediamenti in cui si aveva notizia di parrocchie cattoliche nel XIV secolo, soltanto 115 circa ne sopravvissero fino alla metà del XVI secolo. La maggioranza dei villaggi sopravvissuti era abitata da persone di etnia serba, giunte nella regione meridionale nel corso di cinque ondate migratorie durante i regni di Sigismondo e Mattia Corvino. Come attestato dai registri papali, essi si stabilirono nelle pianure dei comitati di Keve, Krassó, Temes e Torontalx dove i contadini cattolici avevano vissuto un centennio prima. Durante il dominio di Corvino, migliaia di contadini perlopiù serbi ottennero lo status di vojnik ("guerriero"). Ciò consentiva loro di essere esentati dalle tasse, malgrado dovessero prestare servizio militare alla frontiera.
Paul Kinizsi fu uno dei principali sostenitori di Ladislao, re di Boemia, nominato sovrano d'Ungheria dopo la morte di Corvino nel 1490. Gli ottomani eseguirono incursioni costanti in direzione dell'Ungheria meridionale negli anni successivi, ma non riuscirono a conquistare fortezze importanti. Buda e Istanbul firmarono un trattato di pace nel 1503, rinnovandolo poi nel 1510 e nel 1511.
Dopo che il nuovo sultano ottomano, Selim II, provocò una nuova guerra contro l'Ungheria nel 1512, papa Leone X autorizzò Tamás Bakócz, arcivescovo di Strigonio, a proclamare una crociata contro gli ottomani. Furono circa 40.000 i contadini che si arruolarono contro i musulmani e Bakócz nominò un soldato siculo, György Dózsa, comandante dell'esercito crociato il 25 aprile 1514. Dopo che i contadini si rifiutarono di pagare le tasse e iniziarono a depredare le proprietà dei nobili, Ladislao ordinò loro di deporre le armi. Dózsa non fece obbedire i suoi soldati agli ordini del re e sbaragliò l'esercito congiunto composto da Stefano VII Báthory, ispán di Temes, e Nicola Csák, vescovo di Csanád, ad Apátfalva il 23 maggio. Dózsa riuscì persino a far prigioniero il vescovo e lo fece impalare. I contadini presero d'assalto Lipova e Șoimoș e posero l'assedio a Timișoara. Giovanni Zápolya, voivoda di Transilvania, giunse in tutta fretta ad assistere Báthory, che riuscì a non far cadere la città. Zápolya sconfisse i contadini il 15 luglio e catturò Dózsa, che fu torturato e infine giustiziato.
Una svolta decisiva per le sorti dell'Ungheria, incluse quelle del Banato, si verificò nel 1526. In quell'anno, in data 29 agosto, ebbe infatti luogo la battaglia di Mohács, a sud di Budapest, che vedeva contrapposti gli ottomani guidati da Solimano I e il regno magiaro capeggiato da Luigi II. Dopo cruenti combattimenti, gli ottomani riuscirono a riportare una vittoria decisiva, la quale consentì ai nuovi padroni di disporre di basi di lancio per gli attacchi che sarebbero stati scagliati verso l'Europa centro-orientale. Fu da quel momento che il Banato cessò di appartenere all'Ungheria, la quale aveva perso la propria indipendenza, e si preparò a vivere una nuova stagione storica sotto il controllo di Istanbul.

### Esplicative
1. ↑  Si pensi a Jeneu (l'attuale Denta in Romania), (Egyazas)ker (vicino all'odierno Ostojićevo in Serbia) e (Erdizad)kezi (oggi Chesinț).
2. ↑  Ad esempio, il fiume Fizeș, i Monti Almăj e il villaggio Secășeni.
3. ↑  A titolo di esempio, Sebeș e «Comyath», sul fiume Pogăniș, furono menzionati nel 1369, Bârzava, lungo il corso superiore dell'omonimo fiume, nel 1370, Mehadia nel 1376 o 1387, Lugoj nel 1385 e Caran nel 1391.

### Bibliografiche
1. ↑  Blazovich (1994), pp. 36, 78.
2. ↑  Treptow e Popa (1996), p. 36.
3. ↑  Engel (2001), pp. 2-3.
4. 1 2 3 4  Oța (2014), p. 18.
5. ↑  Oța (2014), pp. 172, 198.
6. ↑  Oța (2014), p. 198.
7. ↑  Gáll (2013), p. 92.
8. ↑  Madgearu (1998), pp. 192-193.
9. ↑  Györffy (1987b), pp. 306, 470.
10. ↑  Annales Regni Francorum, anno 822, p. 111.
11. ↑  Madgearu (1998), pp. 193-194.
12. 1 2  Annales Regni Francorum, anno 824, p. 116.
13. ↑  Madgearu (1998), p. 194.
14. ↑  Madgearu (1998), p. 195.
15. 1 2  Eggers (2001), p. 162.
16. 1 2  De administrando imperio, cap. 40, p. 177.
17. ↑  Madgearu (1998), p. 193.
18. 1 2  Sophoulis (2011), p. 295.
19. ↑  Curta (2006), p. 159.
20. ↑  Oța (2014), p. 199.
21. ↑  Oța (2014), pp. 199-200.
22. ↑  Oța (2014), pp. 19, 32.
23. ↑  Györffy (1987b), p. 470.
24. 1 2  Engel (2001), p. 10.
25. ↑  Cronaca di Regino di Prüm, anno 889, p. 205.
26. ↑  Madgearu (1998), p. 196.
27. 1 2  Engel (2001), p. 11.
28. ↑  Curta (2006), p. 15.
29. ↑  Gesta Hungarorum, cap. 11, p. 33.
30. ↑  Oța (2014), p. 19.
31. 1 2  Curta (2001), p. 144.
32. ↑  Madgearu (1998), p. 201.
33. ↑  Oța (2014), p. 20.
34. ↑  Oța (2014), pp. 19-20.
35. ↑  Oța (2014), pp. 178, 343.
36. 1 2  Gáll (2013), p. 907.
37. 1 2 3 4  Oța (2014), p. 172.
38. ↑  Gáll (2013), p. 908.
39. 1 2  Gáll (2013), p. 903.
40. 1 2  Oța (2014), p. 178.
41. ↑  Oța (2014), p. 179.
42. ↑  Gáll (2013), pp. 505, 907.
43. 1 2  Oța (2014), p. 200.
44. ↑  Gáll (2013), p. 93.
45. ↑  Oța (2014), pp. 198-199.
46. ↑  Oța (2014), pp. 180, 344.
47. ↑  Oța (2014), p. 180.
48. ↑  Gáll (2013), p. 497.
49. ↑  Oța (2014), p. 25.
50. 1 2  Oța (2014), p. 26.
51. ↑  Oța (2014), pp. 24-25.
52. ↑  Györffy (1987a), pp. 180, 861.
53. ↑  Györffy (1987b), p. 486.
54. ↑  Györffy (1987b), pp. 470, 477, 482, 495.
55. 1 2 3  Engel (2001), p. 24.
56. ↑  Curta (2001), p. 145.
57. ↑  Madgearu (1998), p. 203.
58. 1 2  Sinossi della storia, 11.5, p. 231.
59. ↑  Curta (2006), p. 190.
60. 1 2  Oța (2014), p. 27.
61. ↑  Madgearu (1998), p. 14.
62. ↑  Gáll (2013), pp. 92, 659, 673.
63. 1 2  Engel (2001), p. 17.
64. ↑  Curta (2006), p. 192.
65. ↑  Oța (2014), p. 181.
66. 1 2 3 4  Oța (2014), p. 184.
67. ↑  Madgearu (2001), pp. 80-81.
68. ↑  Madgearu (2001), p. 80.
69. ↑  Madgearu (2001), pp. 81-82.
70. ↑  Madgearu (2001), p. 83.
71. ↑  Curta (2001), pp. 141-142.
72. 1 2  Madgearu (2013), p. 53.
73. 1 2  Curta (2001), p. 142.
74. 1 2 3 4  Oța (2014), p. 30.
75. ↑  Oța (2014), p. 28.
76. ↑  Madgearu (2013), p. 54.
77. ↑  Curta (2006), p. 248.
78. ↑  Engel (2001), p. 41.
79. 1 2  Engel (2001), p. 42.
80. 1 2 3  Kristó (2001), p. 30.
81. ↑  Engel (2001), p. 40.
82. 1 2  Blazovich (1994), p. 78.
83. 1 2  Oța (2014), p. 31.
84. 1 2  Györffy (1987a), p. 836.
85. ↑  Györffy (1987a), p. 852.
86. ↑  Engel (2001), pp. 29-30.
87. ↑  Oța (2014), pp. 30-31.
88. ↑  Oța (2014), p. 88.
89. 1 2 3 4  Oța (2014), p. 188.
90. 1 2 3  Țeicu (2002), p. 43.
91. ↑  Țeicu (2002), p. 44.
92. 1 2  Țeicu (2002), p. 46.
93. ↑  Țeicu (2002), pp. 168-169.
94. ↑  Țeicu (2002), p. 160.
95. 1 2  Țeicu (2002), p. 166.
96. ↑  Engel (2001), pp. 49-53.
97. ↑  Curta (2006), pp. 328-334.
98. 1 2  Curta (2006), p. 329.
99. 1 2  Györffy (1987b), p. 488.
100. ↑  Oța (2014), pp. 188, 202.
101. 1 2 3  Oța (2014), p. 193.
102. ↑  Oța (2014), pp. 194, 349.
103. ↑  Oța (2014), pp. 31, 36, 39.
104. ↑  Curta (2006), p. 401.
105. 1 2  Oța (2014), p. 39.
106. 1 2  Oța (2014), pp. 36-37.
107. ↑  Țeicu (2002), p. 49.
108. ↑  Țeicu (2002), pp. 49-50, 92.
109. 1 2  Oța (2014), pp. 33, 38.
110. 1 2  Oța (2014), p. 38.
111. 1 2 3  Oța (2014), p. 33.
112. ↑  Györffy (1987b), p. 848.
113. ↑  Pálóczi Horváth (1989), pp. 32-33.
114. ↑  Oța (2014), p. 44.
115. 1 2 3  Engel (2001), p. 99.
116. 1 2  Engel (2001), p. 100.
117. ↑  Pálóczi Horváth (1989), p. 52.
118. ↑  Curta (2006), p. 410.
119. ↑  Curta (2006), pp. 410-411.
120. ↑  Curta (2006), p. 411.
121. 1 2  Györffy (1987a), p. 841.
122. ↑  Oța (2014), p. 37.
123. 1 2  Țeicu (2002), pp. 170-171.
124. 1 2  Pálóczi Horváth (1989), p. 54.
125. ↑  Oța (2014), p. 34.
126. ↑  Pálóczi Horváth (1989), pp. 56-58.
127. ↑  Oța (2014), pp. 192-193.
128. ↑  Oța (2014), pp. 34-35.
129. ↑  Oța (2014), p. 35.
130. 1 2  Pálóczi Horváth (1989), p. 68.
131. ↑  Engel (2001), p. 107.
132. ↑  Engel (2001), p. 108.
133. ↑  Pálóczi Horváth (1989), p. 79.
134. ↑  Pálóczi Horváth (1989), p. 80.
135. ↑  Pálóczi Horváth (1989), pp. 58, 81.
136. ↑  Engel (2001), p. 109.
137. ↑  Engel (2001), pp. 110, 124.
138. ↑  Engel (2001), pp. 128-130.
139. 1 2  Györffy (1987b), p. 474.
140. 1 2  Kristó (1994), p. 722.
141. 1 2  Engel (2001), p. 130.
142. ↑  Szentkláray (1911), A kővár építése.
143. ↑  Hațegan, Boldea e Țeicu (2006), pp. 56-58.
144. 1 2 3  Oța (2014), p. 40.
145. ↑  Petrovics (2009), p. 79.
146. ↑  Oța (2014), p. 41.
147. ↑  Oța (2014), pp. 42-43.
148. ↑  Țeicu (2002), p. 94.
149. ↑  Țeicu (2002), p. 93.
150. ↑  Țeicu (2002), p. 155.
151. 1 2  Țeicu (2002), p. 156.
152. ↑  Țeicu (2002), p. 163.
153. ↑  Țeicu (2002), p. 165.
154. ↑  Țeicu (2002), pp. 157-159, 162.
155. 1 2 3  Țeicu (2002), p. 161.
156. ↑  Györffy (1987a), p. 849.
157. ↑  Țeicu (2002), p. 171.
158. ↑  Petrovics (2009), pp. 79-80.
159. 1 2  Györffy (1987a), p. 842.
160. 1 2  Pop (2013), p. 323.
161. ↑  Petrovics (2009), pp. 80-81.
162. ↑  Pop (2013), p. 325.
163. ↑  Petrovics (2009), p. 81.
164. 1 2  Petrovics (2009), p. 80.
165. ↑  Györffy (1987a), p. 169.
166. ↑  Țeicu (2002), pp. 192, 208, 196.
167. ↑  Țeicu (2002), pp. 49-50, 225.
168. ↑  Țeicu (2002), p. 50.
169. ↑  Țeicu (2002), pp. 226-227.
170. ↑  Pop (2013), pp. 70-71.
171. ↑  Pop (2013), p. 398.
172. ↑  Pop (2013), p. 71.
173. ↑  Petrovics (2009), p. 71.
174. ↑  Petrovics (2009), p. 82.
175. ↑  Pop (2013), pp. 299-300.
176. ↑  Györffy (1987b), p. 495.
177. ↑  Pop (2013), p. 300.
178. ↑  Petrovics (2009), pp. 81-82.
179. ↑  Engel (2001), p. 165.
180. 1 2  Țeicu (2002), p. 224.
181. ↑  Pálóczi Horváth (1989), p. 33.
182. 1 2  Engel (2001), p. 172.
183. ↑  Țeicu (2002), pp. 224-225.
184. ↑  Engel (2001), p. 203.
185. ↑  Engel (2001), pp. 199, 205.
186. 1 2  Engel (2001), p. 205.
187. 1 2 3  Petrovics (2008), p. 95.
188. ↑  Engel (2001), p. 216.
189. ↑  Țeicu (2002), p. 42.
190. 1 2 3  Engel (2001), p. 237.
191. ↑  Engel (2001), pp.,232-233.
192. ↑  Țeicu (2002), p. 98.
193. ↑  Țeicu (2002), pp. 98-99.
194. ↑  Țeicu (2002), p. 99.
195. 1 2 3 4  Engel (2001), p. 238.
196. ↑  Petrovics (2008), pp. 22, 96.
197. ↑  Petrovics (2008), p. 22.
198. ↑  Petrovics (2008), p. 96.
199. 1 2 3 4 5  Engel (2001), p. 309.
200. ↑  Engel (2001), p. 308.
201. ↑  Engel (2001), p. 331.
202. ↑  Engel (2001), p. 332.
203. ↑  Engel (2001), pp. 331-332.
204. ↑  Engel (2001), pp. 237, 332.
205. ↑  Țeicu (2002), p. 147.
206. ↑  Engel (2001), p. 345.
207. ↑  Engel (2001), p. 359.
208. ↑  Engel (2001), p. 360.
209. 1 2 3 4  Engel (2001), p. 362.
210. 1 2  Engel (2001), p. 363.
211. ↑  Engel (2001), pp. 363-364.
212. ↑  Engel (2001), p. 364.
213. 1 2 3 4  Engel (2001), pp. 370-371.

### Fonti primarie
- Anonimo notaio di re Béla, Gesta Hungarorum, traduzione di Martyn Rady e László Veszprémy, CEU Press, 2010, ISBN 978-963-9776-95-1.
- (EN) Costantino Porfirogenito, De administrando imperio, a cura di Gyula Moravcsik, traduzione di Romillyi J. H. Jenkins, Dumbarton Oaks Center for Byzantine Studies, 1967, ISBN 0-88402-021-5.
- (EN) Giovanni Scilitze, A Synopsis of Byzantine History, 811-1057, traduzione di John Wortley, Cambridge University Press, 2010, ISBN 978-0-521-76705-7.
- Annales Regni Francorum (opera completa), su thelatinlibrary.com. URL consultato il 17 settembre 2021.
- (LA) Regino di Prüm, Chronicon cum continuatione Treverenst, 1978.

### Fonti secondarie
- (HU) László Blazovich, Alföld; Bánát, in Gyula Kristó, Pál Engel e Ferenc Makk, Korai magyar történeti lexikon (9-14. század) [Enciclopedia dell'Antica Storia Ungherese (IX-XIV secolo)], Akadémiai Kiadó, 1994,  pp. 36, 78, ISBN 963-05-6722-9.
- (EN) Florin Curta, Transylvania around A.D 1000, in Europe around the Year 1000, Wydawn, 2001,  pp. 141-165, ISBN 83-7181-211-6.
- (EN) Florin Curta, Southeastern Europe in the Middle Ages, 500-1250, Cambridge, Cambridge University Press, 2006, ISBN 978-0-511-81563-8.
- (DE) Martin Eggers, Die südöstlichen Nachbarn des Karolingerreiches im 9. Jahrhundert [vicini sudorientali dell'impero carolingio nel IX secolo], in Franz-Reiner Erkens, Karl der Groβe und das Erbe der Kulturen [Carlomagno e il Patrimonio delle Culture], Akademie Verlag, 2001,  pp. 159-168, ISBN 3-05-003581-1.
- (EN) Pál Engel, The Realm of St Stephen: A History of Medieval Hungary, 895-1526, I.B. Tauris Publishers, 2001, ISBN 1-86064-061-3.
- (HU) Erwin Gáll, Az Erdélyi-medence, a Partium és a Bánság 10-11. századi temetői [Cimiteri del X-XI secolo dal bacino transilvano, il Partium e il Banato], Szegedi Tudományegyetem Régészeti Tanszéke, Magyar Nemzeti Múzeum, Magyar Tudományos Akadémia Bölcsészettudományi Kutatóközpont Régészeti Intézet, ISBN 978-963-306-197-8.
- (HU) György Györffy, Az Árpád-kori Magyarország történeti földrajza, I: Abaújvár, Arad, Árva, Bács, Baranya, Bars, Békés, Bereg, Beszterce, Bihar, Bodrog, Borsod, Brassó, Csanád és Csongrád megye [Geografia Storica dell'Ungheria degli Arpadi, Volume I: Le Contee di Abaújvár, Arad, Árva, Bács, Baranya, Bars, Békés, Bereg, Beszterce, Bihar, Bodrog, Borsod, Brassó, Csanád e Csongrád], Akadémiai Kiadó, ISBN 963-05-4200-5.
- (HU) György Györffy, Az Árpád-kori Magyarország történeti földrajza, III: Heves, Hont, Hunyad, Keve, Kolozs, Komárom, Krassó, Kraszna, Küküllő megye és Kunság [Geografia Storica dell'Ungheria degli Arpadi, Volume III: Le Contee di Heves, Hont, Hunyad, Keve, Kolozs, Komárom, Krassó, Kraszna e Küküllő, e la Cumania], Akadémiai Kiadó, ISBN 963-05-3613-7.
- (HU) György Györffy, Anonymus: Rejtély vagy történeti forrás [Anonimo: Un Enigma o una Fonte storica], Akadémiai Kiadó, 1988, ISBN 963-05-4868-2.
- (HU) Gyula Kristó, Vejtehi Teodor, in Gyula Kristó, Pál Engel e Ferenc Makk, Korai magyar történeti lexikon (9-14. század) [Enciclopedia dell'Antica Storia Ungherese (IX-XIV secolo)], Akadémiai Kiadó, 1994,  p. 722, ISBN 963-05-6722-9.
- (EN) Gyula Kristó, The Life of King Stephen the Saint, in Attila Zsoldos, Saint Stephen and His Country: A Newborn Kingdom in Central Europe - Hungary, Lucidus Kiadó, 2001,  pp. 15-36, ISBN 978-963-86163-9-5.
- (RO) Alexandru Madgearu, Geneza şi evoluţia voievodatului bănăţean din secolul al X-lea [Genesi ed evoluzione del voivodato del Banato nel X secolo], in Studii şi Materiale de Istorie Medie, n. 16, Institutul de Istorie Nicolae Iorga, 1998,  pp. 191-207, ISSN 1222-4766 (WC · ACNP).
- (EN) Alexandru Madgearu, The Church Organization at the Lower Danube, between 971 and 2001, in Études byzantines et post-byzantines, IV, Academia română, 2001,  pp. 71-85, ISSN 1222-4766 (WC · ACNP).
- (EN) Alexandru Madgearu, Byzantine Military Organization on the Danube, 10th-12th Centuries, Brill, 2013, ISBN 978-90-04-21243-5.
- (EN) László Makkai, The Emergence of the Estates (1172-1526), in Béla Köpeczi, Gábor Barta, István Bóna e László Makkai, History of Transylvania, Akadémiai Kiadó, 1994,  pp. 178-243, ISBN 963-05-6703-2.
- (EN) Silviu Oța, The Mortuary Archaeology of Medieval Banat, Brill, 2014, ISBN 978-90-04-21438-5.
- (EN) András Pálóczi Horváth, Pechenegs, Cumans, Iasians: Steppe Peoples in Medieval Hungary, Corvina, 1989, ISBN 963-13-2740-X.
- (HU) István Petrovics, A középkori Temesvár: Fejezetek a Bega-parti város 1552 előtti történetéből [La Timișoara medievale: Capitoli di Storia della Città sul Bega prima del 1552], JATE Press, 2008, ISBN 978-963-482-867-9.
- (EN) István Petrovics, Foreign Ethnic Groups in the Towns of Southern Hungary in the Middle Ages, in Derek Keene, Balázs Nagy e Katalin Szende, Segregation-Integration-Assimilation: Religious and Ethnic Groups in the Medieval Towns of Central and Eastern Europe, Ashgate, 2009,  pp. 67-88, ISBN 978-0-7546-6477-2.
- (EN) Ioan-Aurel Pop, "De manibus Valachorum scismaticorum...": Romanians and Power in the Mediaeval Kingdom of Hungary: The Thirteenth and Fourteenth Centuries, Peter Lang Edition, 2013, ISBN 978-3-631-64866-7.
- (EN) Panos Sophoulis, Byzantium and Bulgaria, 775-831, Brill, 2011, ISBN 978-90-04-20695-3.
- (EN) Dumitru Țeicu, Mountainous Banat in the Middle Ages, University Press Cluj, ISBN 973-610-141-X.
- (EN) Kurt W. Treptow e Marcel Popa, Historical Dictionary of Romania, Scarecrow Press, Inc, 1996, ISBN 0-8108-3179-1.
- (HU) Jenő Szentkláray, Temes vármegye története - Temesvár története [Storia del Comitato di Timis - Storia di Timisoara], su arcanum.com, Budapest, Országos Monografia Társaság.
- (RO) Ioan Hațegan, Ligia Boldea e Dumitru Țeicu, Cronologia Banatului: Banatul între 934-1552 [Cronologia del Banato: il Banato tra il 934 e il 1552] (PDF), Timișoara, Editura Banatul, 2006, ISBN 973-7836-56-1.